# Pablo Aimar
Pablo César Aimar Giordano, född 3 november 1979 i Rio Cuarto, är en argentinsk före detta fotbollsspelare som spelade för många lag och däribland River Plate.
Aimar började sin karriär i River Plate (Buenos Aires-baserad fotbollsklubb) där han spelade med Javier Saviola, en annan yngling i klubben, och de båda blev eftertraktade runt om i Europa. Aimar hamnade till slut i Valencia CF, som vid den tiden skördade stora framgångar. 
Aimar spelade i Valencia i fem år och vann spanska ligan två gånger, UEFA-cupen en gång och europeiska supercupen en gång. Han har även spelat en Champions League-final. I augusti 2006 såldes Aimar till Zaragoza för ungefär 100 miljoner svenska kronor. 17 juli 2008 såldes Aimar till Benfica för 6,5 miljoner €. Där har han bland annat vunnit ligan med klubben säsongen 2009/2010.
I juli 2015 meddelade Aimar att han avslutade sin fotbollskarriär.